# Het geheim van de blauwe trein
Het geheim van de blauwe trein is een misdaadboek geschreven door Agatha Christie. Het boek kwam oorspronkelijk uit in het Verenigd Koninkrijk op 29 maart 1928 onder de titel The Mystery of the Blue Train en werd uitgegeven door William Collins & Sons. Een eerste Nederlandstalige versie verscheen in 1929 onder de naam Het geheim van den "train bleu". In 1969 werd een nieuwe Nederlandstalige versie uitgegeven door Luitingh-Sijthoff onder de huidige titel.

## Verhaal
Hercule Poirot reist met de Méditerranée Expres door de Franse Riviera. Andere passagiers zijn de Amerikaanse Ruth Kettering, haar man Derek, haar minnaar de la Roche, haar vader Rufus Van Aldin en zijn secretaris Knighton en Ruth's meid Ada Mason. Daarnaast is de Engelse Katherine Grey ook een passagier. Wanneer het gewurgde lichaam van Ruth wordt gevonden en haar juweel is verdwenen, vragen Van Aldin en Knighton aan Poirot om de zaak te onderzoeken.
Ada verklaart aan de politie dat ze een man zag in het compartiment van Ruth waardoor de politie de la Roche verdenkt, maar Katherina en Poirot verdenken in eerste instantie Derek van de moord nadat een sigarettendoos is gevonden met de initiaal K.
Verder onderzoek doet Poirot twijfelen en hij achterhaalt dat Ada in werkelijkheid Kitty Kidd is, een actrice die regelmatig mannen imiteert. Zij heeft samen met Knighton de moord beraamd.

### Adaptie
Het boek werd in 2006 verfilmd voor een aflevering uit Agatha Christie's Poirot met David Suchet en de rol van Poirot. Er werden in het verhaal wel enkele wijzigingen gemaakt waaronder:
- Ruth's minnaar reist openlijk met haar mee
- Ruth wordt neergeknuppeld in plaats van gewurgd.
- Ruth heeft nog een moeder. Zij is gek en verblijft in een klooster.
- Rufus heeft ook een minnares die op de trein zit. Zij wordt door een passagier ten onrechte aanzien als Ruth.
- Ada tracht Katherine te vermoorden, maar Lenox kan dat verhinderen.
- Wanneer Knighton wordt gearresteerd, pleegt hij zelfmoord door onder een aankomende trein te springen.
- Verder speelt het verhaal zich eind jaren 1930 af in plaats van 1920